# Sporotomaculum syntrophicum
Sporotomaculum syntrophicum è una specie di batterio appartenente alla famiglia delle Thermoanaerobacteriaceae.